# Urban Gad
Urban Gad (ur. 12 lutego 1879 w Skælskør, zm. 26 grudnia 1947 w Kopenhadze) – duński reżyser filmowy, tworzący w okresie kina niemego. 
Wyreżyserował ok. 40 filmów w latach 1910–1927. Mąż aktorki Asty Nielsen, z którą nakręcił prawie 30 obrazów, m.in. Przepaść (1910) czy Czarny sen (1911). W 1911 roku przenieśli się razem do Niemiec, gdzie Gad wyreżyserował pierwszy film w wytwórni Babelsberg pt. Taniec umarłych (niem. Der Totentanz). W Niemczech tworzył do 1922. W 1919 napisał pierwszy podręcznik sztuki filmowej pt. Film, jego środki i cele.
Jego wujem był Paul Gauguin.